# Apstinencija
Apstinencija ili uzdržljivost (latinski: abstinentia - suzdržanost) – pojam koji označava suzdržavanje, odricanje od nečega. Obično se radi o apstinenciji od uzimanja psihoaktivnih supstanci, koje često rezultiraju ovisnošću - kao što su alkohol, droga, cigarete i lijekovi. Najčešće se pojam odnosi na suzdržavanje od pijenja alkoholnih pića pa osoba koja ne pije alkohol, apstinira.
Razlikuju se:
- primarna apstinencija - ljudi koji nikada nisu svjesno konzumirali npr. alkoholna pića i ne namjeravaju to učiniti,
- sekundarna apstinencija - ljudi koji se suzdržavaju od daljnje konzumacije alkoholnih pića, a prije su bili alkoholičari.

Druga vrsta apstinencije je suzdržavanje od spolne aktivnosti i naziva se seksualna apstinencija. Neki ljudi apstiniraju od određenih namirnica, npr. drže post ili su vegetarijanci ili vegani. Postoji i uzdržavanje od hrane zbog izgleda i ljepote.
Različiti oblici stalne ili povremene apstinencije mogu biti zbog: želje za odvikavanjem od ovisnosti, vjerskih razloga (celibat, predbračna čistoća), zbog nedostatka novaca ili loših iskustava s time od čega se ljudi odriču, zbog želje za samokontrolom i dr. Kršćani poste na Pepelnicu, Veliki petak i neke druge blagdane. Židovi poste tijekom Yom Kippura, a muslimani tijekom ramazana. Postoje asketske prakse u kršćanstvu, budizmu, hinduizmu i islamu. 
Postoje apstinencije iz zdravstvenih razloga (trudnoća, određene bolesti - poput dijabetesa, zbog plana liječenja, pretilosti i dr.) Postoji i apstinencija, zbog straha od posljedica, primjerice seksualna apstinencija zbog straha od neželjene trudnoće.
Prateća pojava je nerijetko sindrom ustezanja odnosno apstinencijski sindrom.
Suhi siječanj (eng. Dry January) kampanja je koju je razvila i provodi britanska dobrotvorna organizacija „Alcohol Change UK” u kojoj se ljudi prijavljuju za apstinenciju od alkohola tijekom mjeseca siječnja. Kampanju je prvi put pokrenuo 2013. „Alcohol Concern” (sada se zove „Alcohol Change UK”).